# Йордан Сливополски
Йордан Йорданов Сливополски, с псевдоним Пилигрим, е български писател, журналист и издател на периодика. Автор е на стихове, разкази, спомени, биографии, фейлетони.

## Биография
Роден е през 1884 г. в Сливо поле. За кратко учи в Лвов. Завършва финансови науки в Ню Йорк.
Работи в съдебни учреждения, Министерството на финансите в София, българската легация във Вашингтон.
През 1905 г. е съосновател на Съюза на българските журналисти. Сътрудничи на вестниците „Дневник“, „Камбана““, „Балканска трибуна“, включително хумористичните „„Българан“, „Барабан“, „Людокос“, „Щурец““.
От 1927 до 1929 г. издава хумористичното списание „Монокъл“. Главен редактор е на седмичните издания „Илюстрована седмица“ и „Глобус“. През 1933 г. заедно с Димитър Подвързачов и Елин Пелин, с когото са в близки приятелски отношения, основава и редактира първия български детски седмичен вестник „Пътека“, а по-късно и вестник „Пчелица“, на който е редактор.
През 1934 г. е редактор в известното тогава списание „Нива“. Почива през 1969 г.
Йордан Сливополски е женен за Нелла Танева, сестра на художника Никола Танев. Баща е на Радост Придам, писателка, и Ваня Смит. Той оставя богато наследство от албуми със снимки, съхранявани в Държавна агенция „Архиви“.